# Hyctiota
Hyctiota is een geslacht van spinnen uit de familie springspinnen (Salticidae).

## Soort
De volgende soort is bij het geslacht ingedeeld:
- Hyctiota banda Strand, 1911